# Ілюмінування

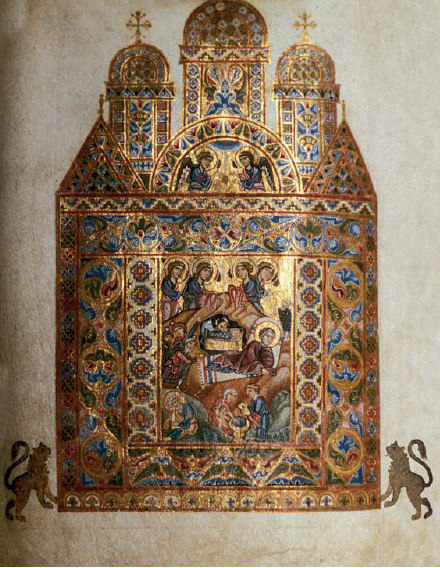
Різдво Христове, давньоруська мініатюра з Молитовника Гертруди (XI століття, Київ)

Ілюмінування (від лат. illumino — освітлюю, роблю яскравим, прикрашаю) — процес виконання кольорових мініатюр (ілюмінацій) і орнаментації в середньовічних рукописних книгах.
У кожного майстра були свої секрети виготовлення фарби та клею, запозичені з рецептів візантійських і східних майстрів. Перш ніж накладати фарби на пергамент, їх змішували з яєчним білком. Синю отримували з індиго, з квіток волошки, а також з мінерала лазурита; червону — з плюща, але особливо цінували кіновар і сурик, який отримували при нагріванні свинцевих білил; зелену — з малахітової зелені, жовту — з відвару коренів і стебел шафрана, коричневу — з відвару вільхи, лушпиння цибулі. Отримували і штучні фарби: «золоту» — з порошку міді і цинку, «срібну» — з суміші олова і цинку. «Золоті» ділянки мініатюр полірували до блиску зубом кабана.